# Бучмани
Бучмани́ — селище в Україні, у Білокоровицькій сільській територіальній громаді Коростенського району Житомирської області. Кількість населення становить 832 особи (2001). У 1983—2016 роках — адміністративний центр колишньої Бучманівської селищної ради. У 1983—2024 роках — селище міського типу.

## Загальна інформація
Розміщується за 50 км від Олевська та за 9 км від залізничної станції Білокоровичі. Площа населеного пункту 1,06 км², населене переважно українцями. За 2 км пролягає автодорога Київ—Ковель (М07). Поселення виникло при торфобрикетному заводі (вже не працює). В селищі були загальноосвітня школа, дитячий садок, будинок культури, лікарська амбулаторія.

## Населення
Відповідно до результатів перепису населення СРСР, кількість населення, станом на 12 січня 1989 року, становила 1 074 особи.
Станом на 5 грудня 2001 року, відповідно до перепису населення України, кількість мешканців села становила 832 особи.

### Мова
Розподіл населення за рідною мовою за даними перепису 2001 року:
| Мова            | Кількість | Відсоток |
| --------------- | --------- | -------- |
| українська      | 826       | 99.28 %  |
| російська       | 5         | 0.60 %   |
| інші/не вказали | 1         | 0.12 %   |
| Усього          | 832       | 100 %    |

## Історія
Виникло у 1950-х роках як поселення при Бучманському торфобрикетному заводі. 30 вересня 1958 року, відповідно до рішення Житомирського облвиконкому № 958 «Про віднесення новозбудованих населених пунктів при Бучманському торфобрикетному заводі і торфопідприємстві Лугинського р-н, до категорії робітничих селищ», населений пункт взято на облік як селище Бучмани з підпорядкуванням Великодивлинській сільській раді Лугинського району Житомирської області. 30 грудня 1962 року, складі сільської ради, включене до Олевського району Житомирської області.
7 січня 1963 року, відповідно до рішення Житомирського ОВК № 2 «Про зміну адміністративної підпорядкованості окремих сільських рад і населених пунктів», селище підпорядковане Новобілокоровицькій селищній раді Олевського району. 27 січня 1965 року, відповідно до рішення Житомирського ОВК № 39 «Про зміни в адміністративному підпорядкуванні деяких населених пунктів області», селище підпорядковане Білокоровицькій сільській раді Олевського району.
18 липня 1983 року, відповідно до рішення № 332 «Про віднесення селища Бучмани Олевського р-н до категорії селищ міського типу і утворення Бучманівської селищної ради», селище віднесене до категорії селищ міського типу з утворенням Бучманівської селищної ради Олевського району.
25 липня 2016 року увійшло до складу новоствореної Білокоровицької сільської територіальної громади Олевського району. Від 19 липня 2020 року, разом з громадою, в складі новоутвореного Коростенського району Житомирської області.
26 січня 2024 року, відповідно до Закону України «Про порядок вирішення окремих питань адміністративно-територіального устрою України» від 28 липня 2023 року, віднесене до категорії селищ.